# Mesapamea
Genre
Mesapamea est un genre de lépidoptères (papillons) nocturnes de la famille des Noctuidae, de la sous-famille des Hadeninae, des Noctuinae ou des Xyleninae selon les classifications.

## Espèces rencontrées en Europe
- Mesapamea didyma (Esper 1788)
- Mesapamea hedeni (Graeser 1888)
- Mesapamea maderensis Pinker 1971
- Mesapamea moderata (Eversmann 1843)
- Mesapamea pinkeri Bacallardo 1973
- Mesapamea remmi Rezbanyai-Reser 1985
- Mesapamea secalis (Linnaeus 1758) - Noctuelle hiéroglyphe
- Mesapamea storai (Rebel 1940)